# Cremastus spectator
Cremastus spectator là một loài tò vò trong họ Ichneumonidae.